# 陳文成
陳文成（1950年1月30日—1981年7月3日），臺灣新北市中和區人，生於林口區，密西根大學博士，曾任美國卡內基梅隆大學統計系助理教授，長期關心臺灣民主運動。陳於1979年自美國打越洋電話給施明德表示捐助《美麗島雜誌》一事被警備總部所監聽。1981年返臺，被警備總部約談，次日即被發現陳屍於臺灣大學研究生圖書館旁，被稱為陳文成命案或陳文成事件。

## 生平

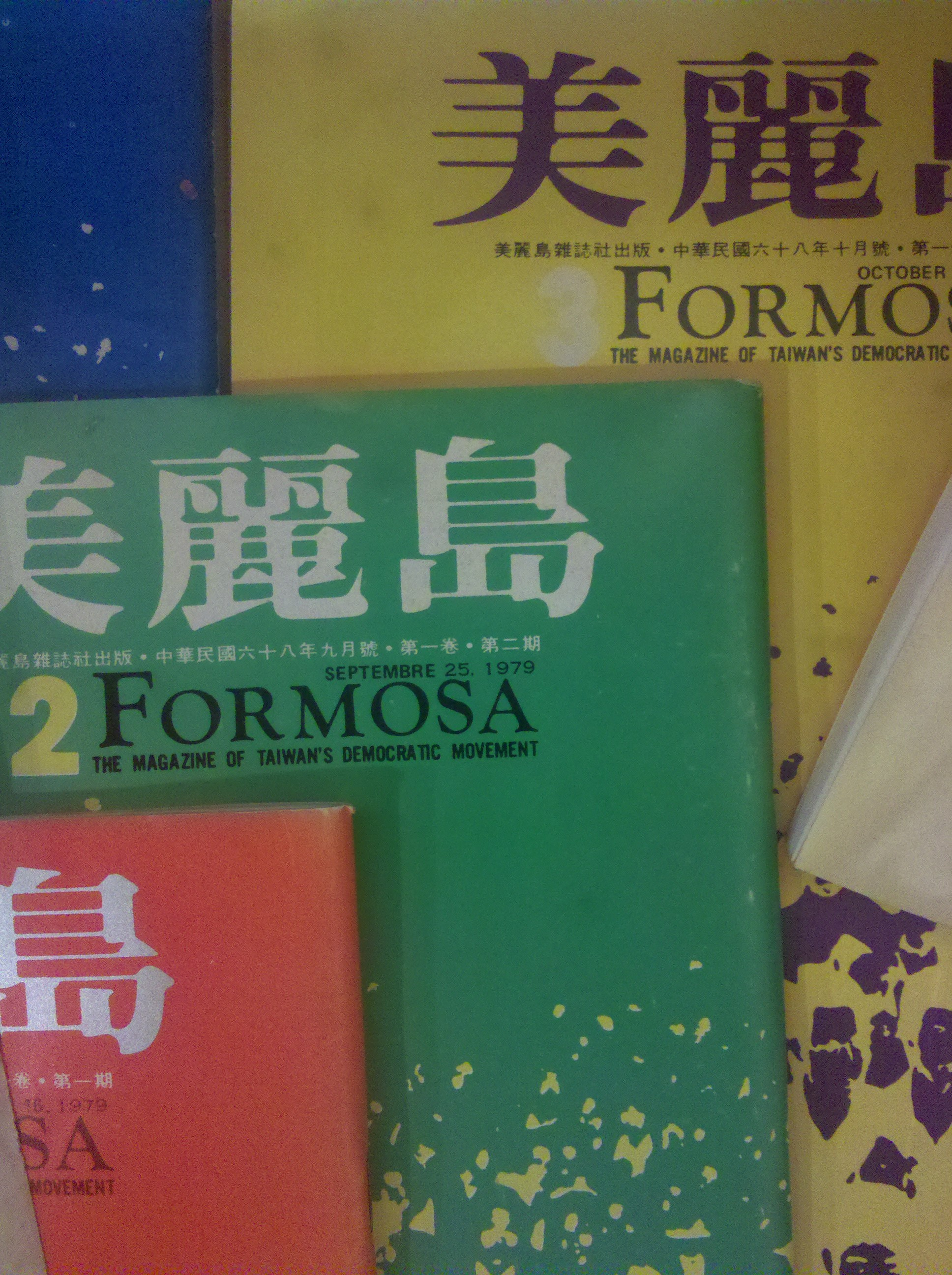
陳文成曾以財力支持美麗島雜誌

曾祖父陳應彬、祖父陳己同是板橋、中和一帶的知名大木匠師，專門修建廟宇，向稱地方望族。
父親陳庭茂（1911年1月2日－1990年2月17日）早年在林口經營茶葉生意失敗，1934年在台北市博愛路開設「蕃產屋」藝品店，專賣台灣名產及手雕藝品，1935年與板橋街街長林清山先生之么女徐淑靜女士結婚，1937年「蕃產屋」關門，轉就職於「日東商船組」，由僱員一直升到主任，於日本投降，該日商在台灣光復後才離職 。陳庭茂夫婦育有五子三女，子女個個才華橫溢，事業有成。陳文成為其第四子。
陳文成幼年成績優秀，考取大同初中、建國中學。1968年建國中學畢業，原本報考並錄取台灣大學醫學系，因發現色盲，改唸台大數學系，大學聯考以總分500分，全國第2名成績考上台大數學系。在台大同學的眼中，陳文成個性爽朗熱情、體魄結實，嗜好讀書，喜歡運動。由於功課非常好，無題不解，綽號「王牌」、「大牌」。
1972年，陳文成台大畢業後，與學妹陳素貞結婚，到林口服預官役，而後考上教官。當教官的期間，獨自研究發明了「自動計價器」，以數學函數將物質與重量導出來。由於台灣沒有統一度量衡，因此不符實際的使用，但這「自動計價器」在國內仍然擁有十年的專利權。
1975年，服完兵役後考入台大數學研究所就讀。半年後，陳文成獲得美國密西根大學提供的獎學金，前往密西根大學就讀數學研究所。
1976年，陳文成到美國第一年，即取得美國保險公司「精算師」的頭銜，接著獲得碩士學位，且繼續攻讀博士學位。
1978年，陳文成28歲，從密西根大學獲頒博士學位。陳文成以研究古典罈模型、柏斯、愛因斯坦罈模型以及波利亞罈模型之漸近行為與應用，發表論文刊登在應用機率雜誌上，對於統計學的理論進展提供相當的貢獻，引起國際學術界的重視，為同行多數學者所看好。陳文成獲得卡內基美隆大學聘書，擔任助理教授，其詼諧的上課方式，深受台灣留學生歡迎。
陳文成在美國求學與任教期間，始終關心台灣歷史和台灣政治的發展，曾研讀政治理論，積極參與同鄉會、人權會，並在財力上支持《美麗島雜誌》。
1981年5月20日，陳文成攜妻、子從美國返台探親，因為曾捐款給《美麗島雜誌》而被警備總部於7月2日一早從家中帶走，於7月3日陳屍於台灣大學研究生圖書館旁。陳文成的離奇死亡轟動海內外，真相至今未明。此事件被稱為「陳文成事件」。
官方宣布其死因為「畏罪自殺」（但是卻對犯了什麼罪無所著墨，後來在訪談中更說沒有要逮捕或起訴陳文成的打算），死亡證明書寫述「高處墜落，出血過多休克致死」。但驗屍所發現之屍檢情況為右後背肋骨折斷九支，左側折斷三支，腹腔積血嚴重。肝肺破裂，腎臟一邊破碎、一邊腫脹，恥骨斷裂（下體遭重擊），滿身刑求傷痕。然而當年9月來台驗屍的美國法醫韋契特的驗屍報告指出:「並沒有找到被人刑求的證據」，而認為「裂傷和骨折周圍延展出來的瘀血」是「被從樓上丟下來的時候」「墜落導致的傷」。但韋契特看完屍衣後表示：「那不是第一現場，如果是摔下來，衣褲一定沾血。」 9月23日，韋契特和狄格魯返美後，在匹茲堡舉行記者會表示：「陳文成不可能死於自殺，也不可能死於意外，而是死於他殺（homicide）」 。韋契特懷疑陳文成可能遭人打昏或以麻醉劑迷昏後拋下，韋契特看了血液毒性分析後認為有幾項檢驗沒做，要求採下若干組織回匹茲堡化驗，卻被拒絕。其後韋契特撰寫「發生在台灣的謀殺案」（Murder in Taiwan）一文發表於1985年6月的《美國法醫及病理學》的學術期刊上，直言陳文成係被謀殺；並提及「陳屍的位置和傷勢吻合被人平抬以平行於樓梯欄杆的姿勢拋下的推論」。楊日松法醫也曾說，本案很難判斷為自殺、意外或謀殺，因為解剖時，並未就乙醚或其他麻醉藥進行化驗，以致喪失判斷死因之良機，亦難以澄清外界之質疑。

## 紀念
2001年，陳文成逝世二十周年，他當時任教的卡內基美隆大學舉行了一場追悼會，陳文成之子Eric Chen也到場致詞。
2009年的美國電影《被出賣的台灣》在劇情中融入陳文成因於海外支持民主運動而遭謀殺的元素。
2011年7月2日，台大第43屆研究生協會（會長林欣曄）與第24屆學生會（會長鄭明哲）發起首度於台大校園陳文成博士墜樓現址、台大圖資系館旁空地舉行追思晚會，進行象徵性立碑儀式，宣言將於台大校務會議提案爭取設立陳文成博士紀念碑。2012年，陳文成的同學、陳文成博士紀念基金會和人本教育基金會發起「台灣大學研究生圖書館草坪設立陳文成事件紀念碑」連署活動，希望在台大校園內設立紀念碑的網路連署人數已破6,300多人，其中台大校友也多達2,500多人。6月，台大學生會在台大校務會議提案設立紀念碑，雖有不少院系所代表（含教授與學生）發言支持，但因少數教授反對，台大校長李嗣涔以主席身分名為修訂而實則擋下提案，僅裁示陳文成事件是重要的歷史事件，經校務會議投票決定交校史館廣邀各界研議，未來有機會納入台大校史。對於竟有台大教授以部份女學生怕鬼，立碑會勾起恐懼為由加以反對，甚至以立碑形同政治掛勾當作理由，讓不少學生感到不可思議。提案的台大研究生協會長林欣曄表示，陳文成事件發生時（1981年，美麗島事件發生後兩年），民主進步黨甚至尚未成立，陳文成之死屬人權議題，並非校方所言之「政治進入校園」。與會代表學生會陳亮甫及政治系黃長玲教授亦表示，相較於1970年在美國紐約市「四二四槍擊蔣經國案」的主角黃文雄於5月獲國立政治大學選為首屆傑出校友，李嗣涔和少數教師的保守心態及模糊焦點的反對藉口在網路上備受奚落與抨擊。
同年7月2日，一群台大師生與來賓為陳文成在當年事故現場舉辦追思紀念晚會，由所有參加者捧著燭光和一塊石頭，堆在現場一顆大樹下圍成一圈，用行動藝術象徵由民眾為陳文成立碑。台大數學系教授楊維哲一開始就表示對於台大校長感到很不屑，他說由於之前每年7月2日剛好是他大學入闈的時間，陳文成事件發生時，他剛好在闈場裡面，每次想到這裡他都會很痛苦。他說，當初成立陳文成基金會時，還有許多台大老師來勸說，不要再鬧這件事了。他說，像他這麼膽小的人，想到還有什麼更壞的事，就不管這些勸阻，從一開始就擔任基金會的創辦成員。前台大研究生協會會長林欣曄創作名為「31歲」的歌曲，以紀念31歲離世的陳文成，而2012年又適逢事件發生31周年。劇作家馮光遠開玩笑的說，或許以後每個台大學生經過陳文成事故現場時，就用手指表示看到一些靈異的東西，或許曾發表手指識字研究報告的李嗣涔就會很緊張的說：「好吧，好吧，快點幫他立碑。」歌手張睿詮則改編李嗣涔給畢業生的14點叮嚀，希望他不要輕易說出「這不是我的工作」或「這太簡單了，找別人做」等推諉的話，也不要說出「沒辦法、我不會或太困難了」的洩氣話。
2015年3月21日，台大校務會議正式通過，將其陳屍地點命名為「陳文成事件紀念廣場」。台灣大學校長楊泮池承諾校方負擔1,200萬元工程經費的一半。
2019年管中閔校長上任後，以此案「政治敏感」，校方不方便協助募款。7月，陳文成博士紀念基金會與台大學生會、研究生協會召開記者會，號召社會各界捐款。在關心陳文成命案、關心台灣民主自由的民眾大力捐助下，募足經費。同年底，陳文成博士紀念基金會將捐助經費匯入台大專戶。
2020年陳文成博士紀念基金會與台灣大學完成簽約。7月16日舉行「陳文成事件紀念廣場」動土典禮。
2021年，陳文成70歲冥誕、陳文成事件40週年。1月完工落成「陳文成事件紀念廣場」，2月2日舉行「陳文成事件紀念廣場」啟用典禮。廣場設計概念「空」，代表歷史真相未明，灰暗空間也模擬牢房和偵訊室。

## 相關影視作品

### 全聯福利中心中元節廣告
2018年8月6日，台灣連鎖超市全聯福利中心推出由奧美集團製作的中元節推銷廣告《2018全聯福利中心中元感恩月－青年篇》。因影片裡所採訪的「好兄弟」演員，其外型、衣著、鏡子所反映的年代（民國70年），以及為該男子所創的IG專頁帳號「Allen Chen」中，資料為1950年1月出生，1968年至1972年就讀台灣大學等線索，與陳文成雷同，使該廣告被認為是在影射陳文成命案。
因廣告被認為影射陳文成，全聯福利中心於廣告播出後當晚下架。隨即，堅稱並非陳文成，只是一個虛擬人物，全聯與奧美集團發佈聯合聲明表示：「廣告以感念先人為創意發想，創意手法運用虛擬人物現身，向參與中元普渡的台灣民眾致意」，「影片中的人物設定並未取材、影射特定的真實人士。全聯是全民的超市，一向不觸碰政治議題，期盼各界不要過度聯想。而考量廣告造成社會大衆反應，故即日起全聯將此次中元廣告全數停播」。
陳文成基金會執行長張龍僑於臉書表示，「從一開始看到PO文說這個廣告在影射陳文成，我是感動的，或者說是激動的。差點就在銀行哭出來，旁人可能會以為我卡債欠太多，還不出來。」張龍僑對廣告持肯定態度，因為轉型正義的議題可透過陳文成的廣告被看見，讓人們看見黃溫恭、泰源事件烈士、郭振純、陳孟和、蔡焜霖、胡子丹、陳欽生等人。對於有人認為廣告是在消費陳文成，張龍僑認為，每個人的解讀不一樣。他認為，很多人不知道陳文成是誰，因此廣告不至於到消費的程度，而且更多人能因廣告關注陳文成事件。
8月7日，全聯社於其Youtube官方頻道再度上傳廣告影片，並與台灣奧美集團共同發新聞稿，表示：「真相和初衷有讓大眾知道的必要」，並完整上傳三支同一系列影片，分別是早期曾受日治時期教育、說日語的媽媽、操外省口音的眷村老伯，以及講台語的知識青年，強調廣告理念是傳遞「感恩」與「感念」的價值觀。但新聞稿最後強調，「檔案將於三日後移除」。

## 延伸閱讀
- 陳寶月,"我的弟弟陳文成" （页面存档备份，存于）,上報/評論,2018年8月9日.
- 不著撰人，1982，陳文成案面面觀。香港：新文化。
- 財團法人台美文化交流基金會，1991，麥子落地：陳文成博士殉難十周年紀念集。台北：財團法人台美文化交流基金會。
- 財團法人台美文化交流基金會，1995，陳文成博士逝世十四周年紀念集。台北：財團法人台美文化交流基金會。
- 陳芳明，1998，一位精神盟友的復活：紀念陳文成博士殉難十週年，見陳芳明，夢的終點(陳芳明散文集2)，頁211-21。台北：聯合文學。
- 陳琰玉、胡慧玲、康保瑜編，[1993]，陳文成博士逝世十二周年紀念集。台北：台美文化交流基金會。
- 黃昭陽，1987，懷念大牌陳文成。台灣文化 12：75-78。
- Kaplan, David E. 1992. Fires of the Dragon: Politics, Murder, and the Kuomintang. New York: Atheneum.
- 深耕雜誌社編輯部編，1982，陳文成博士紀念集。台北縣中和市：陳庭茂。

## 外部連結
- 我的弟弟陳文成 （页面存档备份，存于）
- 陳文成博士紀念基金會 （页面存档备份，存于） （繁體中文）
- 胡慧玲：真相‧緝凶‧追思：陳文成事件二十周年祭 （页面存档备份，存于） （繁體中文）
- 周清月(前美聯社駐台灣主任)：一件政治命案與一位媒體受害者 （繁體中文）

- 黃武雄：我的數學生涯 （繁體中文）
- YouTube上的林欣曄創作「31歲」
- YouTube上的陳文成事件
- Professor's death linked to alleged Taiwanese spying （页面存档备份，存于）